# Peter Birch-Reichenwald

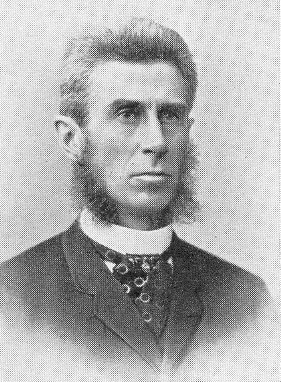
Peter Birch-Reichenwald.

Peter Birch-Reichenwald, född i Kristiania (nuvarande Oslo) den 29 november 1843, död där den 2 juli 1898, var en norsk politiker, son till Christian Birch-Reichenwald.
Birch-Reichenwald  blev juris kandidat 1865, praktiserade en tid som höjesteretsadvokat i Kristiania och utnämndes 1881 till expeditionschef för fängelseväsendet inom justitiedepartementet. I unga år tillhörde Birch-Reichenwald en oppositionell grupp inom högern. Sedan motsättningarna mellan grupperna utjämnats, började han ta aktiv del i politiken, och 1889–1891 var han medlem av Emil Stangs ministär som chef för arbetsdepartementet, blev 1893 kämnär i Kristiania och kallades 3 mars 1894 att som inrikesminister ingå i Stangs andra ministär. I denna kvarstod han till dess avgång 14 oktober 1895, varefter han utnämndes till borgmästare i Kristiania.